# Heaney (cràter)
Heaney és un cràter d'impacte en el planeta Mercuri de 125 km de diàmetre. Porta el nom del poeta irlandès Seamus Heaney (1939-2013), i el seu nom va ser aprovat per la Unió Astronòmica Internacional el 2017.